# ب‌ام‌و سری ۷
ب‌ام‌و سری ۷ (به انگلیسی: BMW 7 Series) یک خودروی سدان لوکس اندازه بزرگ است که از سال ۱۹۷۷ تاکنون توسط شرکت خودروسازی آلمانی ب‌ام‌و ساخته شده‌است. این مدل جانشین خودروی سدان ب‌ام‌و ئی۳ «نیو سیکس» بوده‌است. نسل ششم این خودرو به اتمام و نسل هفتم این خودرو از سال ۲۰۲۲ آغاز شد.
سری ۷، خودروی پرچمدار شرکت ب‌ام‌و است و تنها در شکل بدنهٔ سدان در دسترس است (شامل مدل‌های شاسی کشیده و لیموزین). طبق سنت شرکت ب‌ام‌و، پیش از استفاده از هر فناوری و سبک طراحی بدنه جدید در مدل‌های دیگر این خودروسازی، این فناوری‌ها و طراحی‌ها در سری ۷ معرفی می‌شوند.
نخستین نسل از سری ۷ به موتورهای شش سیلندر خطی مجهز بود و نسل‌های پس از آن به موتورهایی از نوع چهارسیلندر خطی، شش سیلندر خطی، وی۸ و وی۱۲ از هر دو نوع تنفس طبیعی و توربو مجهز بوده‌اند. از سال ۱۹۹۵، موتورهای دیزل نیز از جملهٔ موتورهای قابل انتخاب برای سری ۷ بوده‌اند.
بر خلاف مدل‌های سری ۳ و سری ۵، شرکت ب‌ام‌و مدل ام را برای سری ۷ معرفی نکرده‌است. با این حال، در سال ۲۰۱۴ گزینهٔ انتخابی «ام پرفورمنس» نیز برای سری ۷ در دسترس قرار گرفت.

## نسل اول (ئی۲۳؛ ۱۹۷۷–۱۹۸۷)

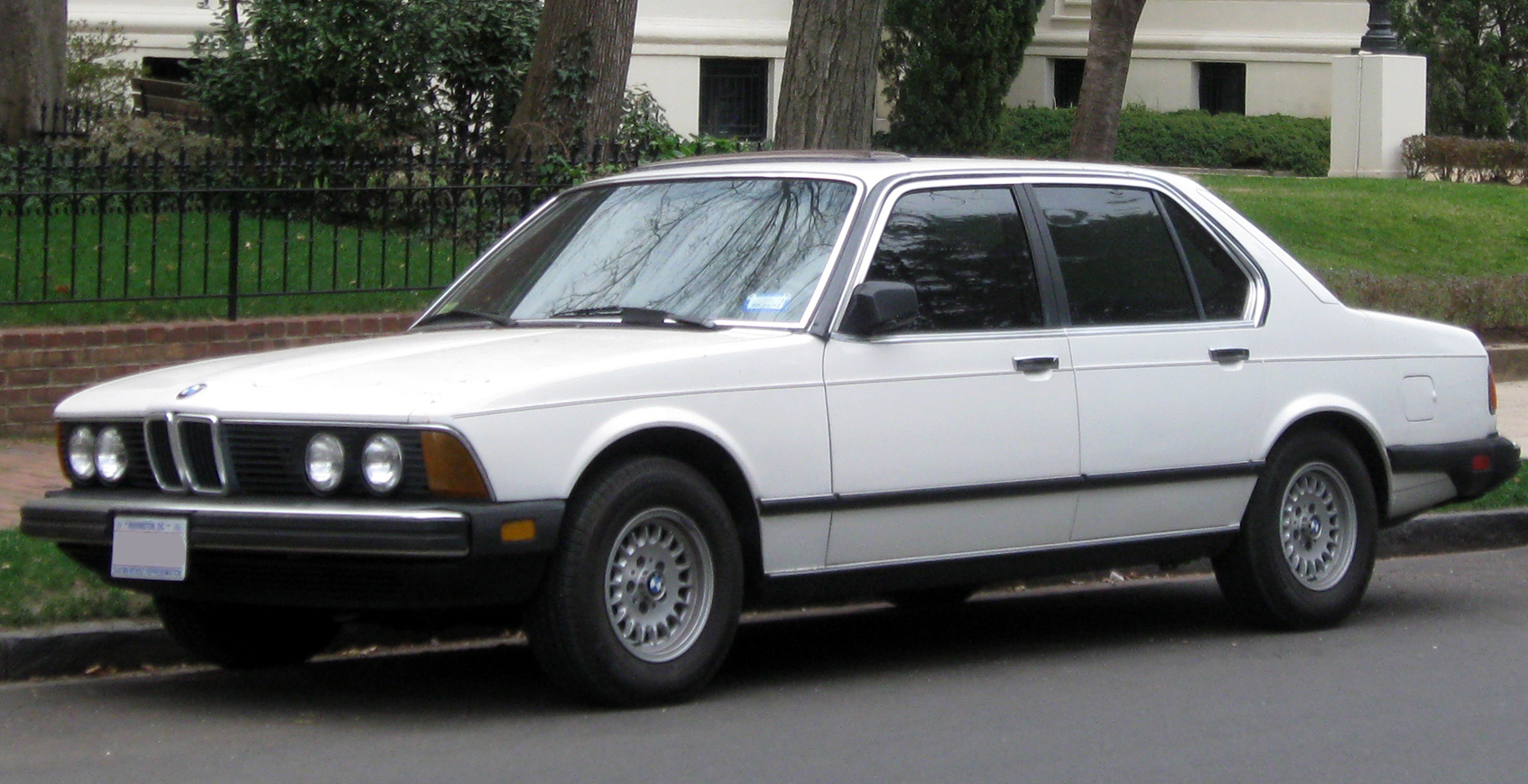
ب‌ام‌و ۷۳۳آی (ایالات متحده)

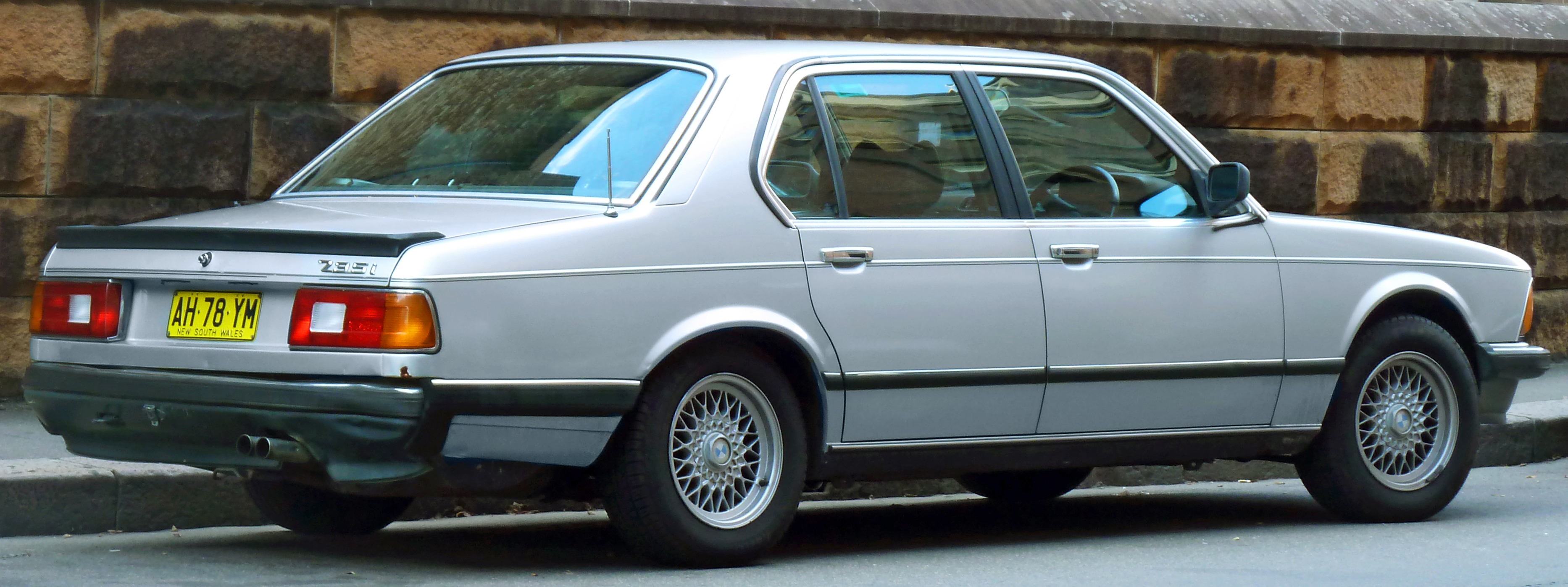
ب‌ام‌و ۷۳۵آی (استرالیا)

ئی۲۳ نخستین نسل از مدل‌های سری ۷ است که از سال ۱۹۷۷ تا ۱۹۸۷ تولید شد. این مدل به‌عنوان جایگزینی برای سدان‌های ئی۳ در شکل بدنهٔ ۴ در سدان با موتور شش سیلندر ساخته شد. از سال ۱۹۸۳ تا ۱۹۸۷، یک موتور شش سیلندر توربو نیز برای این مدل در دسترس قرار گرفت.
بسیاری از امکانات و تجهیزات الکترونیکی که برای نخستین بار در یک مدل ب‌ام‌و معرفی می‌شدند، بر روی ئی۲۳ ارائه شدند. این تجهیزات شامل مواردی نظیر رایانهٔ داخلی، نشانگر زمان سرویس‌های دوره‌ای، «پنل کنترل چک» (چراغ‌های هشدار برای نشان دادن نواقص سامانه به راننده)، دیکتافون و سامانه‌های پیچیدهٔ تهویه مطبوع می‌شدند. این مدل همچنین نخستین خودروی ب‌ام‌و بود که به سامانهٔ سامانهٔ ترمز ضد قفل (ای‌بی‌اس)، کیسه هوا برای راننده و سیستم تعلیق دو اتصالی در جلو مجهز می‌شد.

## نسل دوم (ئی۳۲؛ ۱۹۸۶–۱۹۹۴)

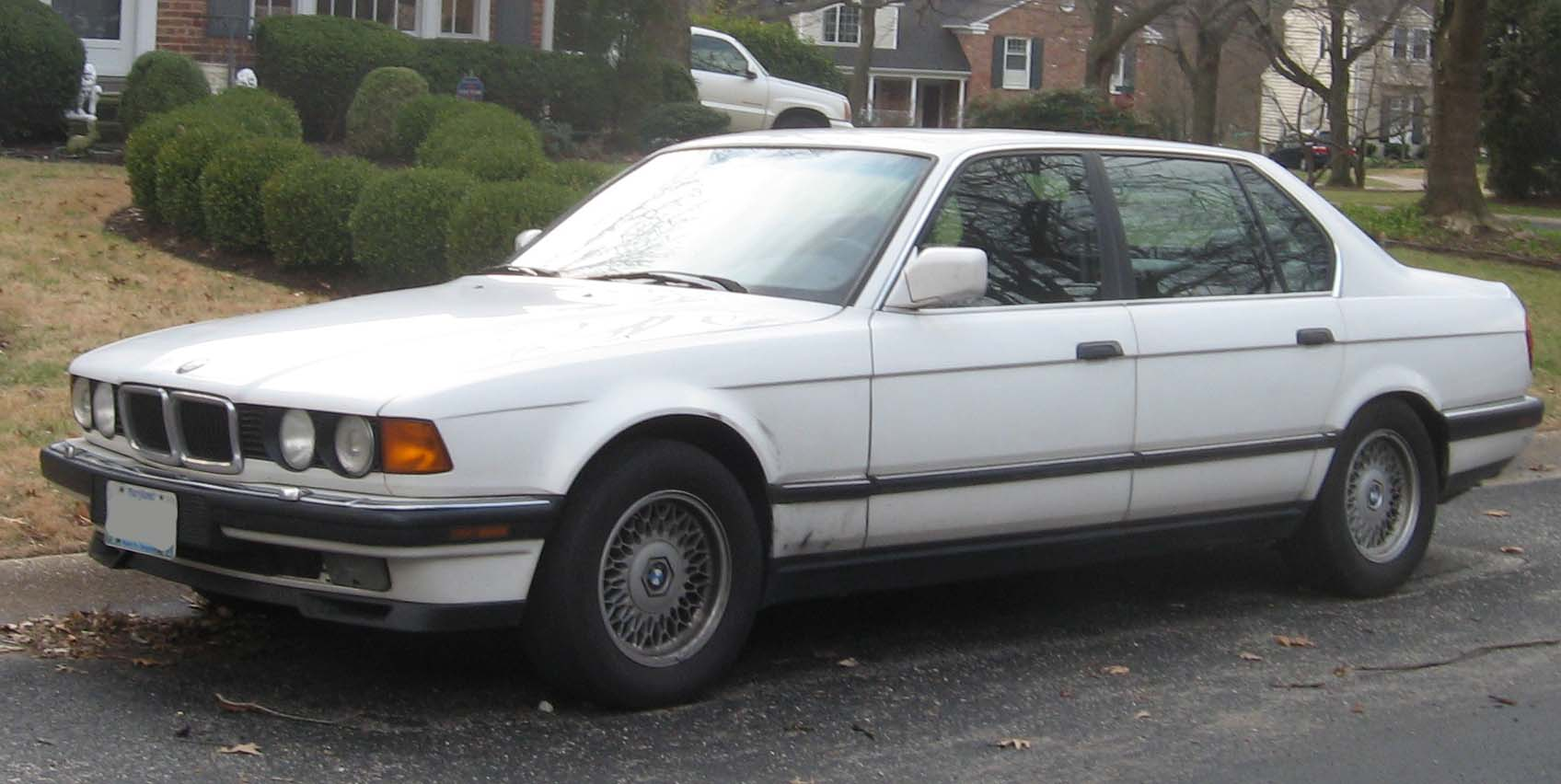
ب‌ام‌و ۷۴۰آی‌ال

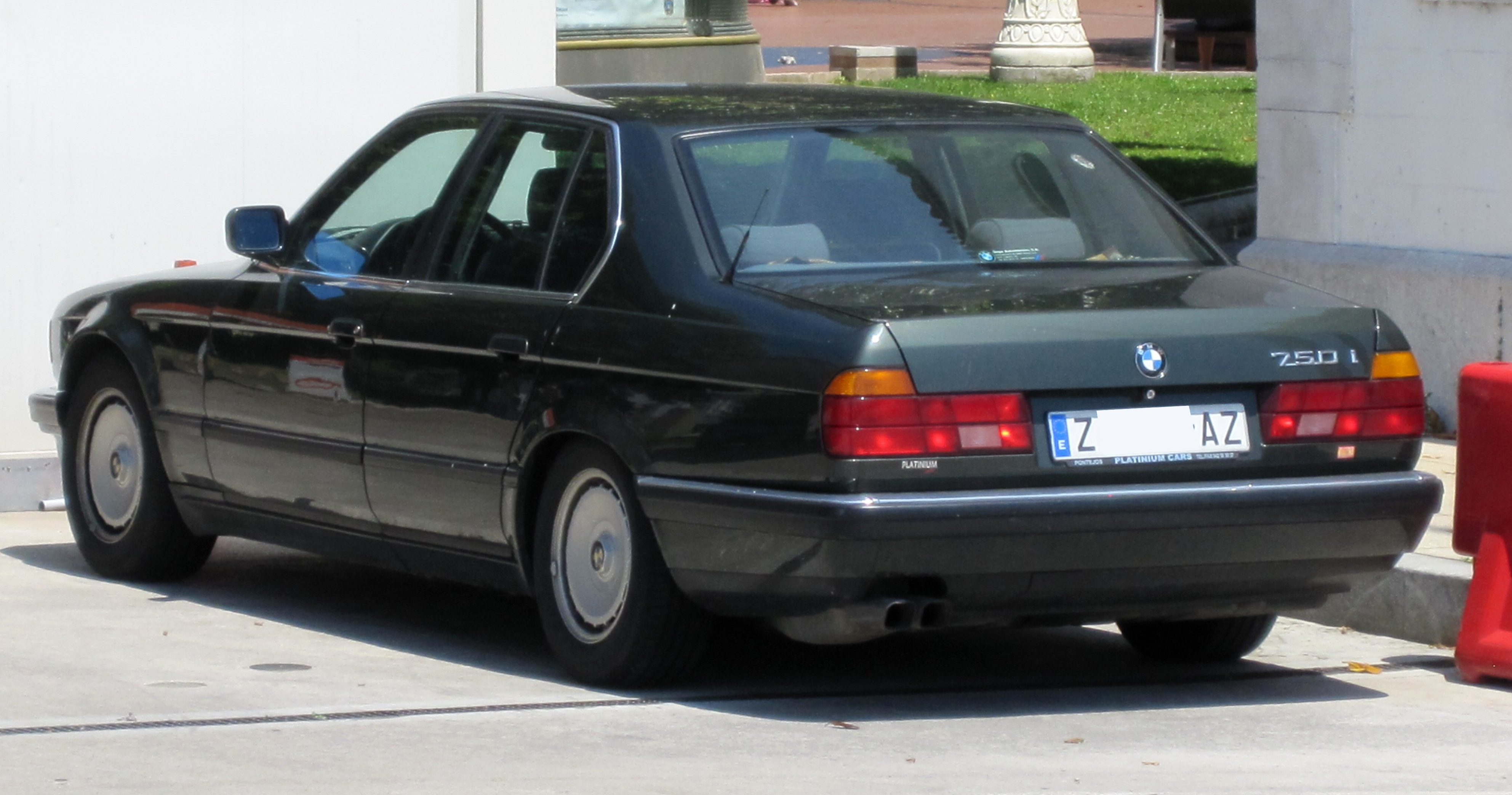
ب‌ام‌و ۷۵۰آی

ئی۳۲ نسل دوم از مدل سری ۷ بود که از سال ۱۹۸۶ تا ۱۹۹۴ تولید شد. این مدل در ابتدا با موتورهای شش سیلندر خطی یا وی۱۲ عرضه شد. ئی۳۲ همچنین نخستین خودروی سواری ساخت آلمان پس از جنگ جهانی دوم بود که به یک موتور وی۱۲ مجهز می‌شد. در سال ۱۹۹۲، موتورهای وی۸ نیز برای این مدل در دسترس قرار گرفتند.
از جمله امکانات و تجهیزاتی که برای نخستین بار برای یک خودروی ب‌ام‌و ارائه شدند می‌توان به کنترل الکترونیکی کمک‌فنرها، موتورهای وی۱۲ و وی۸، لعاب بدنهٔ دولایه، پروتکل الکترونیکی کن باس، چراغ‌های جلو از نوع زنون، سامانه کنترل کشش و تهویه مطبوع دو ناحیه‌ای اشاره کرد. مدل ئی۲۳ ۷۵۰آی نخستین خودرویی بود که سرعت آن به ۲۵۰ کیلومتر بر ساعت (۱۵۵ مایل بر ساعت) محدود می‌شد. مدل‌های آی‌ال این نسل از سری ۷، نخستین خودروهایی بودند که با گزینهٔ انتخابی فاصلهٔ کشیدهٔ محورها عرضه شدند.

## نسل سوم (ئی۳۸؛ ۱۹۹۴–۲۰۰۱)

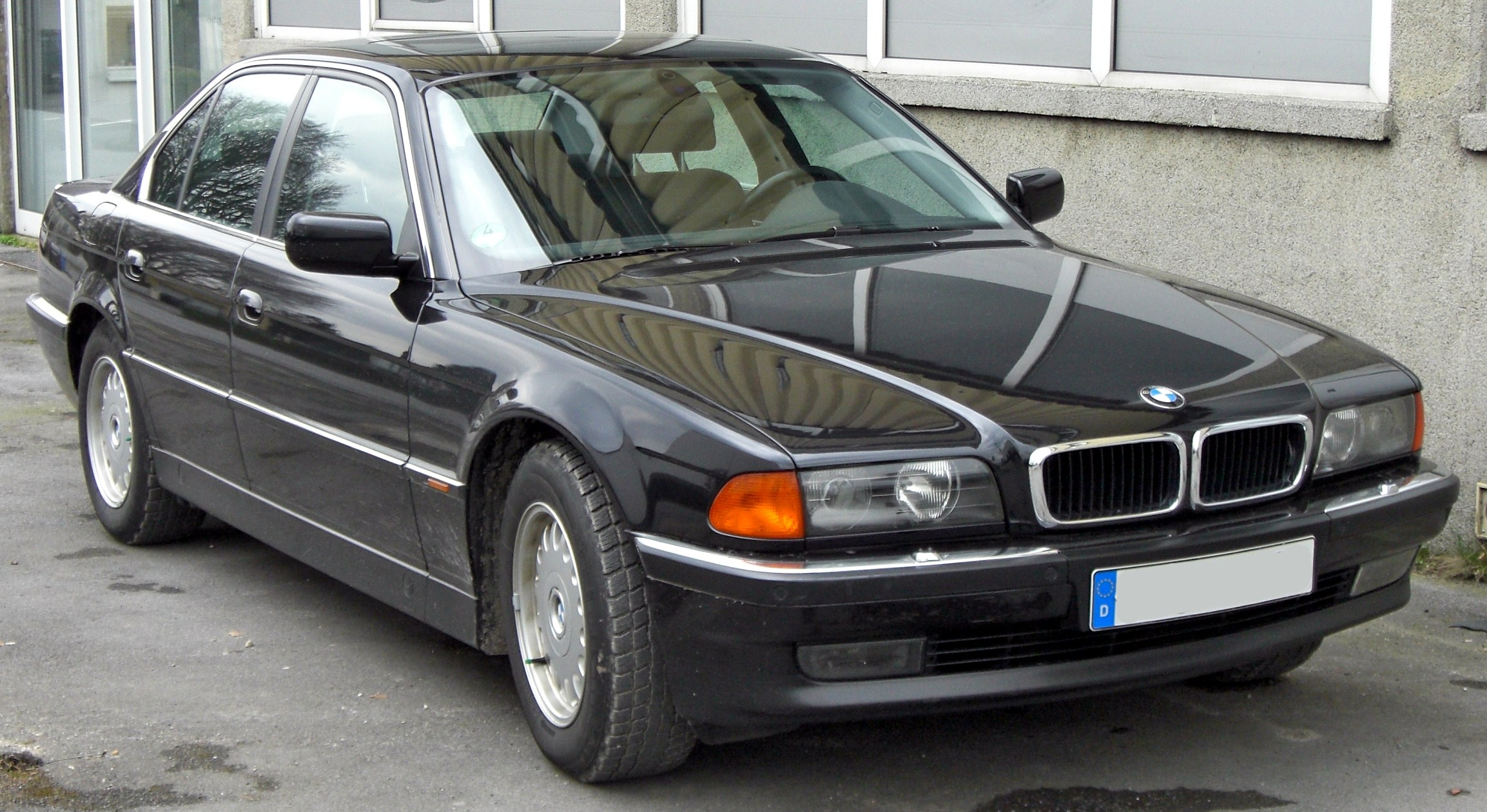
ب‌ام‌و سری ۷

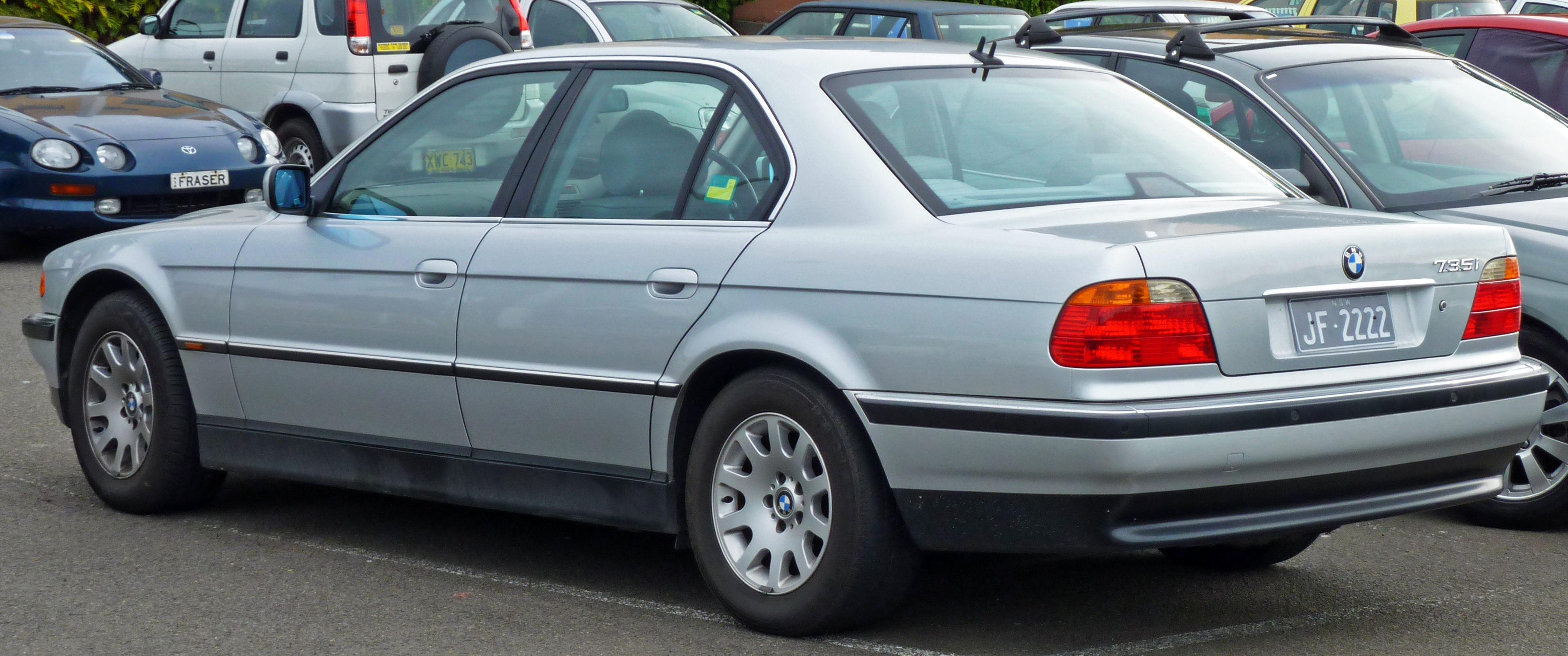
ب‌ام‌و ۷۳۵آی (استرالیا)

مدل ئی۳۸ سومین نسل از سری ۷ بود که بین سال‌های ۱۹۹۴ و ۲۰۰۱ تولید می‌شد. این نسل از سری ۷ متشکل از سدان‌هایی با طول استاندارد و فاصلهٔ کشیدهٔ محورها (مدل‌های آی‌ال) بود.
موتورهای بنزینی این نسل شامل شش سیلندر خطی، وی۸ و وی۱۲ می‌شدند. ئی۳۸ نخستین مدل سی ۷ بود که با یک موتور دیزل نیز در دسترس بود؛ موتور دیزلی که در ابتدا از نوع شش سیلندر خطی توربو بود و سپس در سال ۱۹۹۸ نوع وی۸ با توربوی دوگانه نیز به انواع قابل انتخاب آن اضافه شد.
ئی۳۸ نخستین خودرویی بود که به کیسه هوای پرده‌ای مجهز می‌شد. این مدل همچنین نخستین خودروی اروپایی با امکان تجهیز به سامانه ناوبری ماهواره‌ای و نخستین خودروی ب‌ام‌و مجهز به تلویزیون یک‌پارچهٔ داخلی بود.

## نسل چهارم (ئی۶۵/ئی۶۶/ئی۶۷/ئی۶۸؛ ۲۰۰۱–۲۰۰۸)

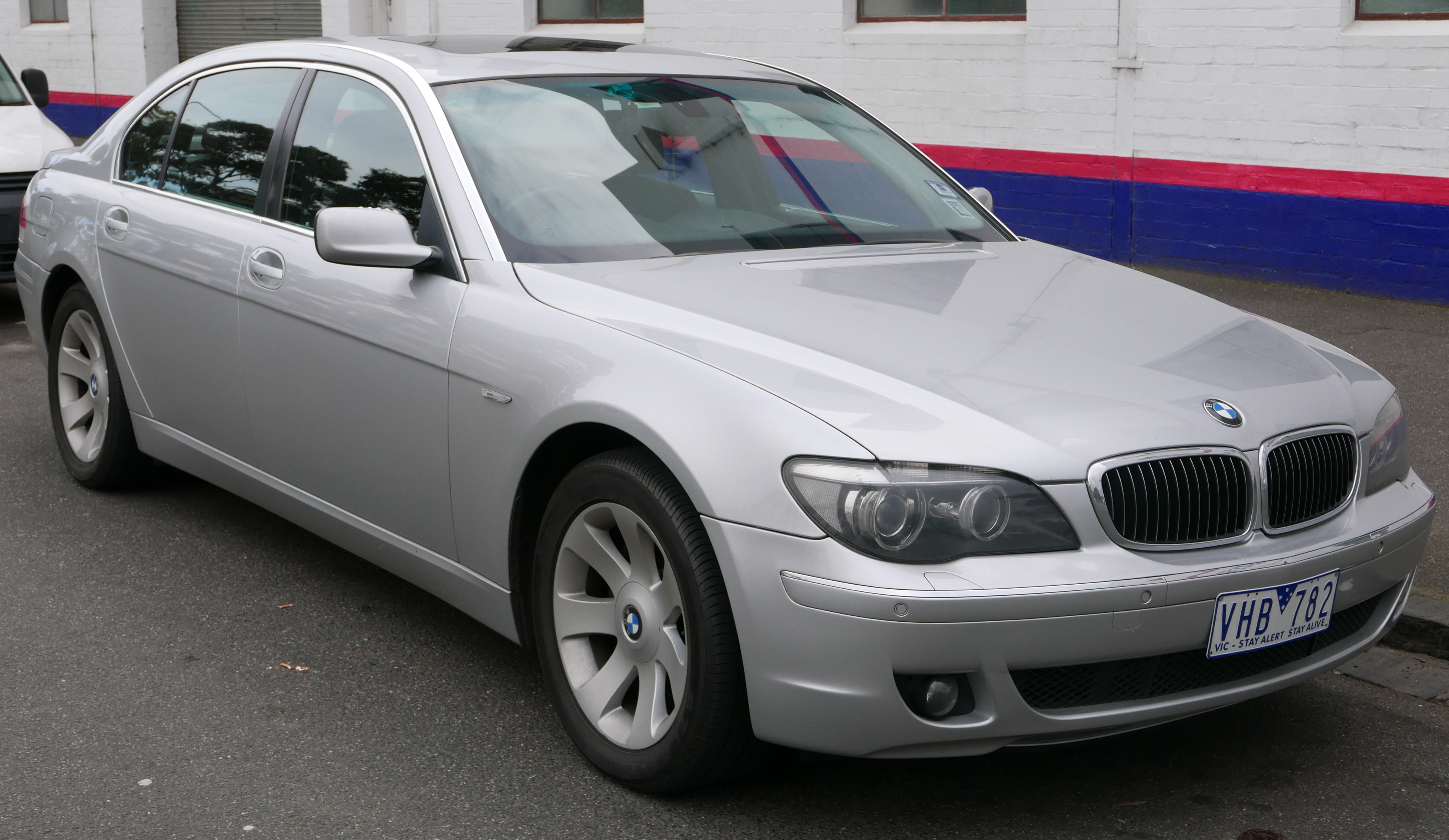
ب‌ام‌و ۷۴۰ال‌آی

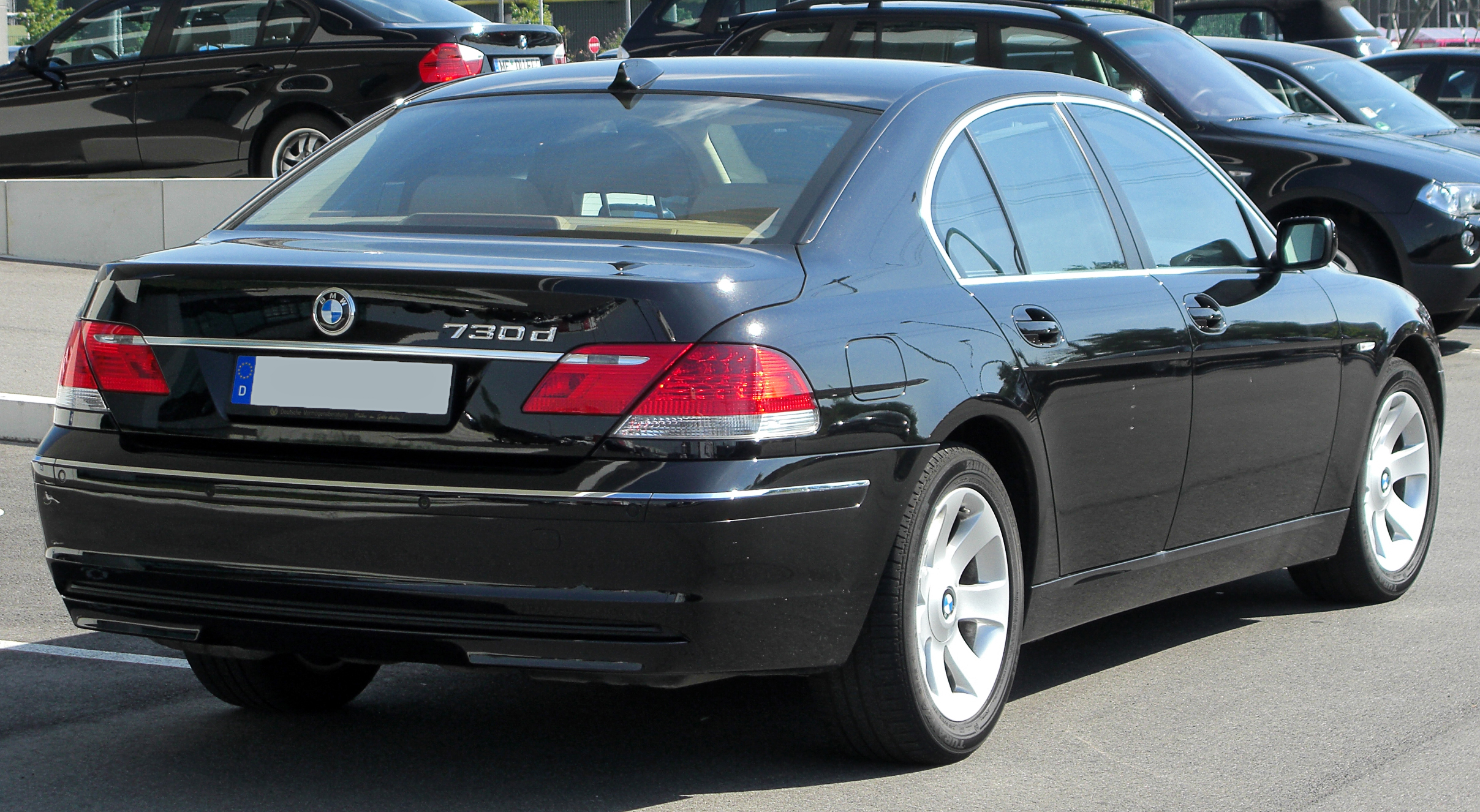
ب‌ام‌و ۷۳۰دی فیس‌لیفت (آلمان)

مدل‌های ئی۶۵، ئی۶۶، ئی۶۷ و ئی۶۸ چهارمین نسل از سری ۷ ب‌ام‌و بودند که از سال ۲۰۰۱ تا ۲۰۰۸ تولید می‌شدند. این مدل، انواعی با طول استاندارد و فاصلهٔ کشیدهٔ بین محورها (مدل‌های ال‌آی) را شامل می‌شد.
این نسل نخستین خودروی ب‌ام‌و بود که به آی‌درایو، میله‌های ضد غلتش فعال، جعبه‌دنده خودکار ۶ سرعته، کلید هوشمند الکترونیکی (به‌عنوان جایگزینی برای کلید فلزی مرسوم) و سامانهٔ دید در شب مجهز می‌شد. مدل ۷۶۰آی از نخستین موتور وی۱۲ تولیدی با سامانهٔ تزریق مستقیم در جهان بهره‌مند بود.

## نسل پنجم (اف۰۱/اف۰۲/اف۰۳/اف۰۴؛ ۲۰۰۸–۲۰۱۵)

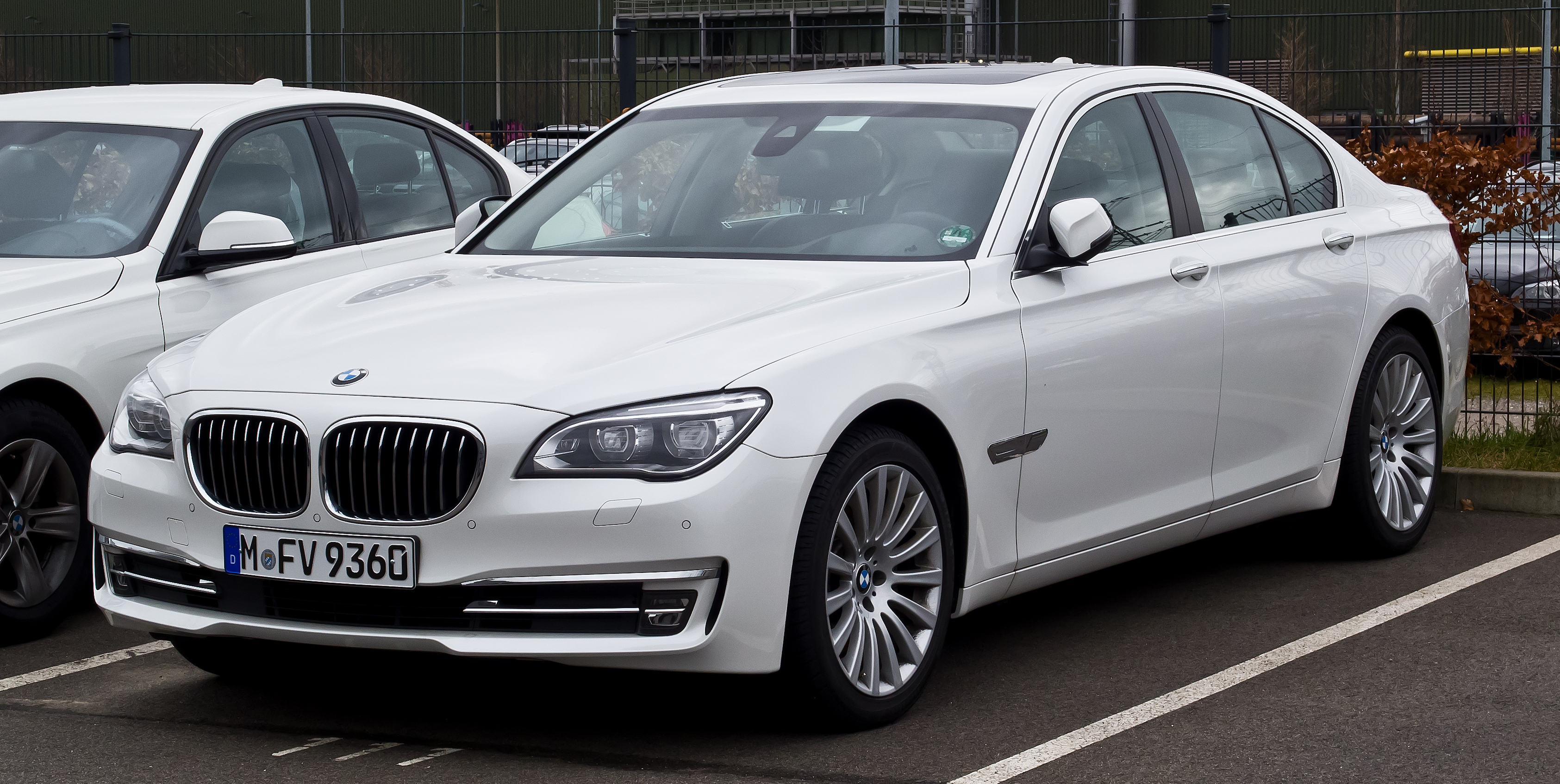
ب‌ام‌و ۷۳۰دی ایکس‌درایو

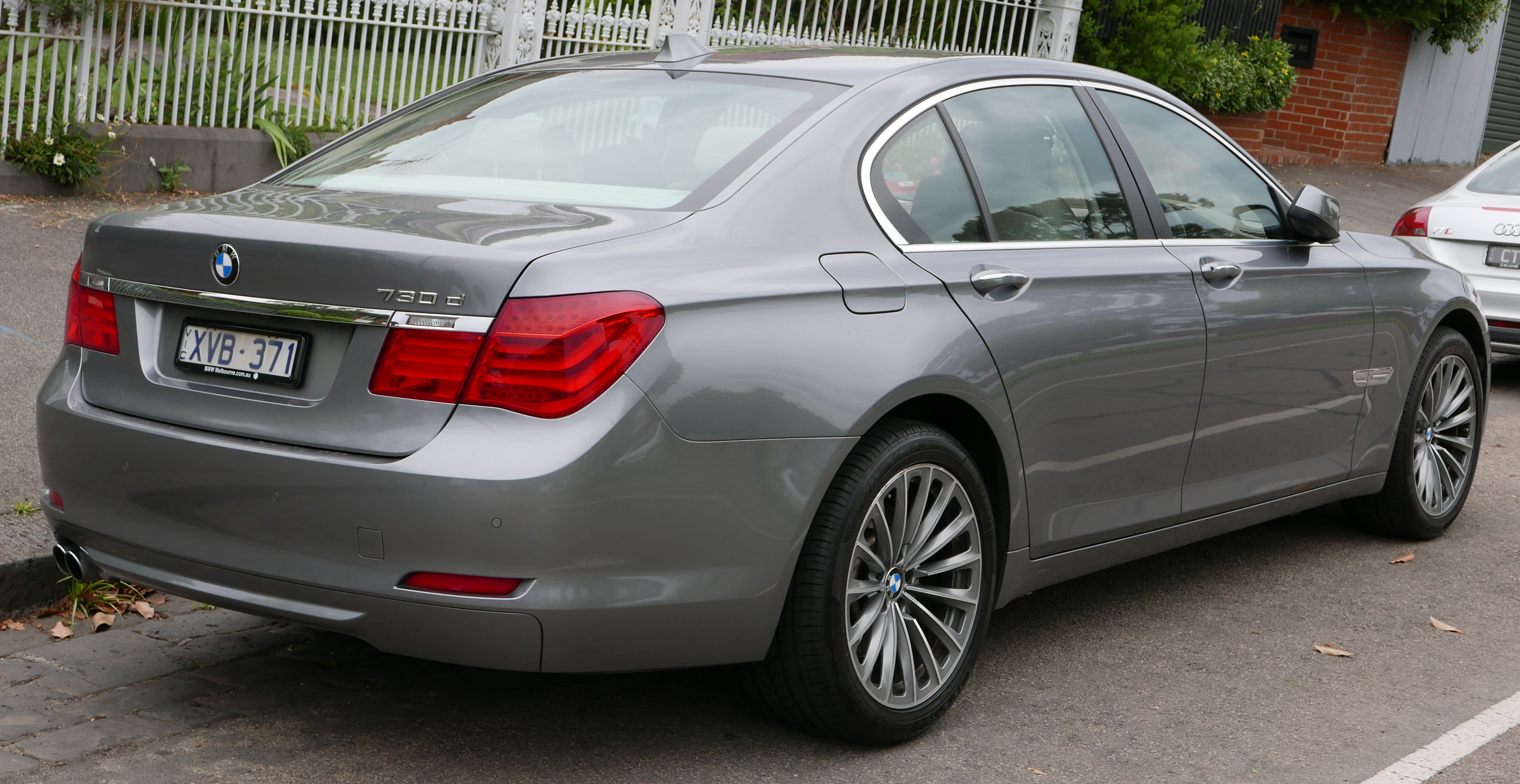
ب‌ام‌و ۷۳۰دی (استرالیا)

مدل اف۰۱/اف۰۲/اف۰۳/اف۰۴ پنجمین نسل از ب‌ام‌و سری ۷ بود که بین سال‌های ۲۰۰۸ و ۲۰۱۵ تولید شد. این مدل، انواعی با طول استاندارد و فاصلهٔ کشیدهٔ بین محورها (مدل‌های ال‌آی) را شامل می‌شد.
مدل اف۰۱ نخستین خودروی ساخت ب‌ام‌و بود که با پیشرانهٔ هایبرید (اکتیوهایبرید ۷)، جعبه‌دندهٔ ۸ سرعتهٔ خودکار و یک موتور وی۱۲ توربو در دسترس بود. این خودرو همچنین نخستین مدل از سری ۷ بود که با یک موتور بنزینی توربو و سامانهٔ چهار چرخ محرک (ایکس‌درایو) عرضه می‌شد.

## نسل ششم (جی۱۱/جی۱۲؛ ۲۰۱۵–۲۰۲۲)

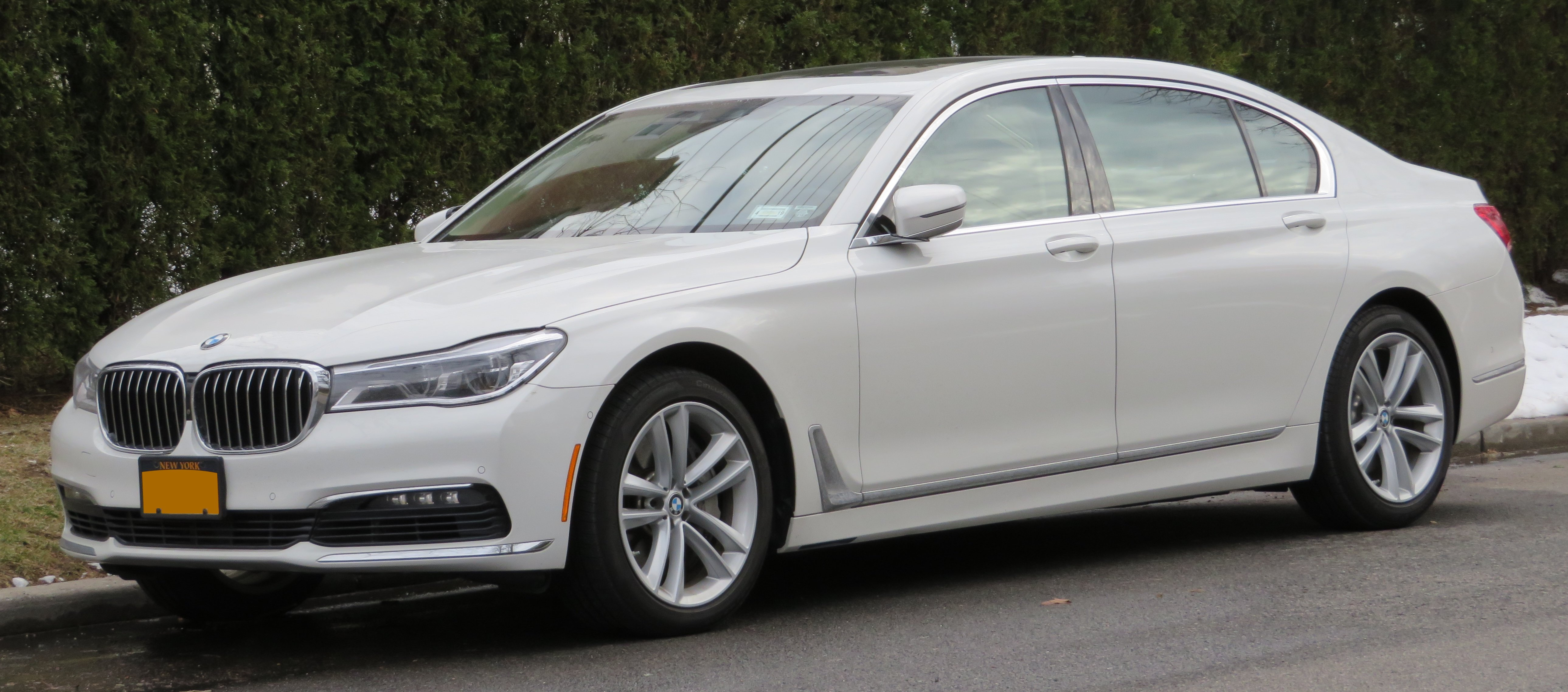
ب‌ام‌و ۷۵۰آی - جی۱۲

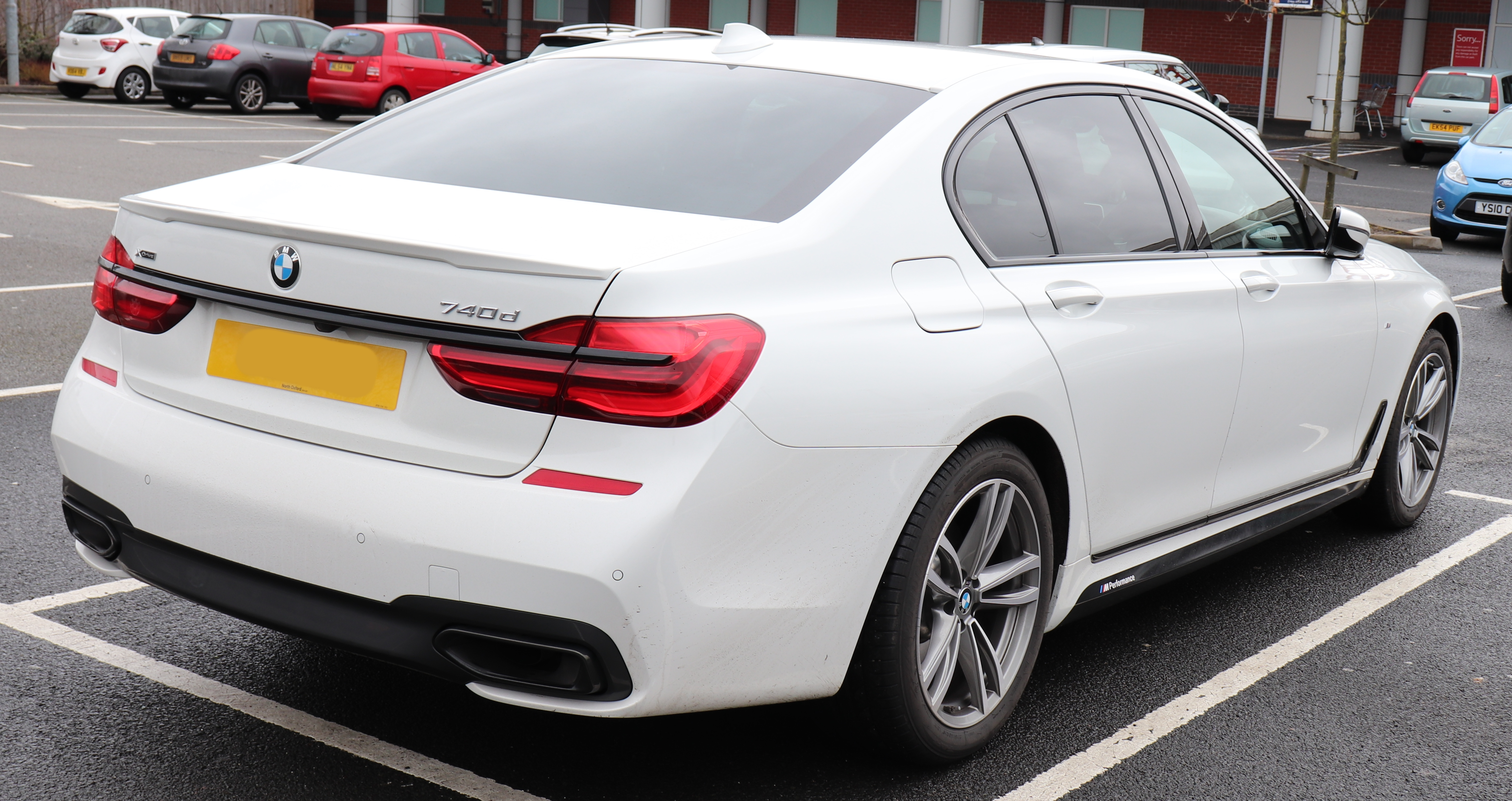
ب‌ام‌و ۷۴۰دی - جی۱۱

مدل جی۱۱/جی۱۲ ششمین نسل از ب‌ام‌و سری ۷ است که از سال ۲۰۱۵ تاکنون در حال تولید بوده‌است. این خودرو در ۱۰ ژوئن ۲۰۱۵ در مقر اصلی ب‌ام‌و در شهر مونیخ رونمایی شد. رونمایی رسمی و عمومی این مدل نیز در نمایشگاه بین‌المللی خودروی آلمان سال ۲۰۱۵ انجام شد.
جی۱۱ کد نام مدل معمولی با فاصلهٔ عادی بین محورها است. مدلی که از فاصلهٔ طویل بین محورها برخوردار است، با کد نام جی۱۲ شناخته شده و از یک حرف ال اضافه در نام آن استفاده می‌شود.
خودروی جی۱۱/جی۱۲ نخستین سری خودروی گروه ب‌ام‌و است که بر پایه پلت‌فرم ماژولار اوکی‌ال ساخته می‌شود. پلت‌فرم اوکی‌ال از فناوری‌هایی بهره‌مند است که برای اولین بار در مدل‌های ب‌ام‌و آی، یا به‌عبارت دیگر با رونمایی فیبر کربن پلیمری تقویت شده به‌عنوان بخش‌های ساختاری شاسی معرفی شدند.
در سال ۲۰۱۶، به‌عنوان بخشی از استراتژی ب‌ام‌و برای معرفی انواع اتصال برقی دوگانه برای تمامی مدل‌های آیندهٔ خودروها، مدل‌های معمولی و کشیدهٔ جی۱۱ با پیشرانه‌های هایبرید با نام‌های ۷۴۰ئی و ۷۴۰ال‌ئی در دسترس قرار گرفتند.
نمونهٔ فیس‌لیفت این مدل در ۱۶ ژانویهٔ ۲۰۱۹ عرضه شد. مهم‌ترین تغییرات اعمال‌شده در نسخهٔ فیس‌لیفت شامل جلوپنجره‌ای با اندازهٔ ۴۰٪ بزرگ‌تر نسبت به مدل‌های پیشین و چراغ‌های جلوی شفاف‌تر با امکان انتخاب چراغ‌های لیزری می‌شود.

## نسل هفتم (جی ۷۰/آی ۷؛۲۰۲۲-)

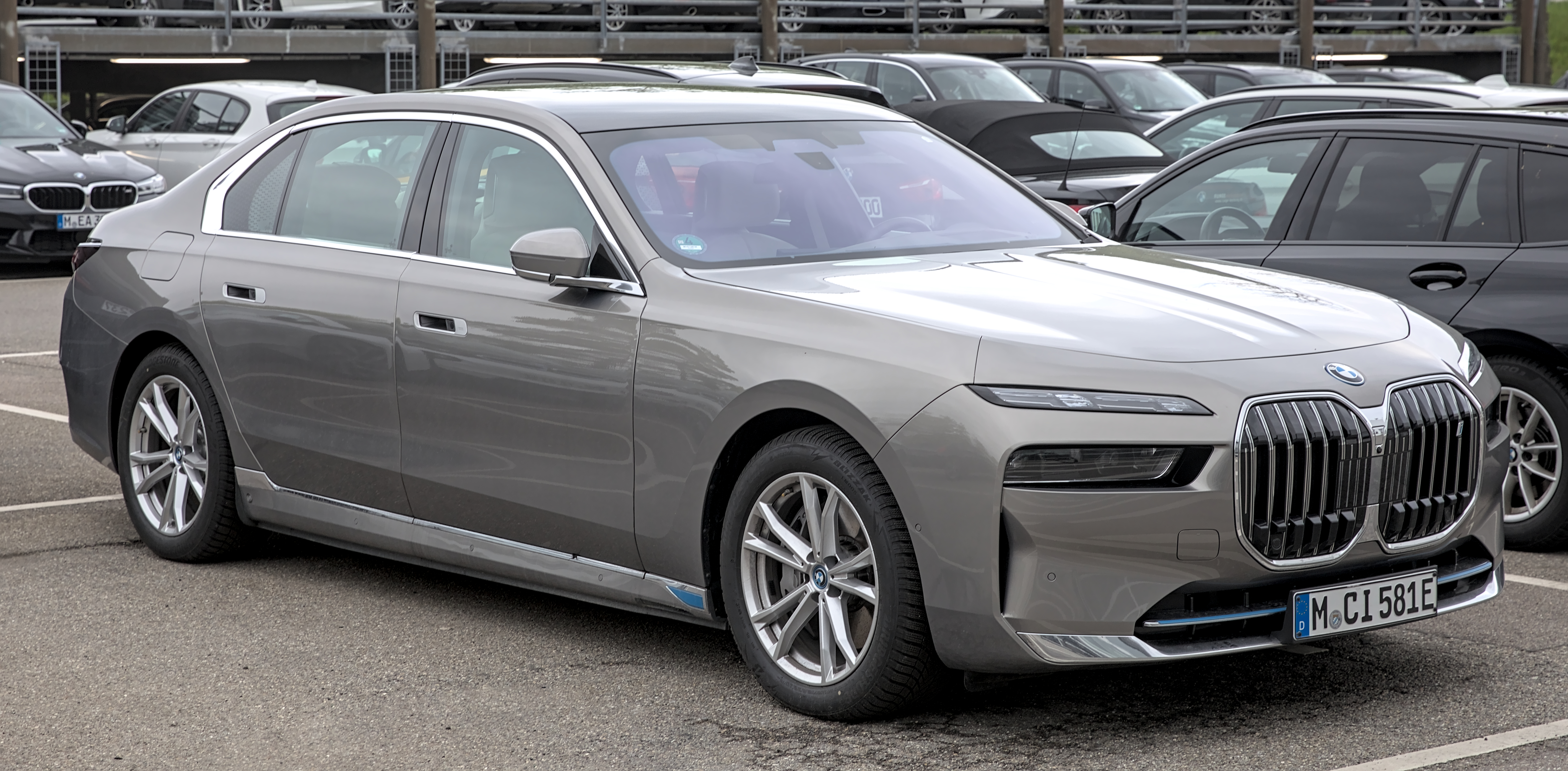
BMW i7

تولید نسل هفتم این خودرو با مدل G70 از سال ۲۰۲۲ آغاز شد.این خودرو گونه ای از خودرو های الکتریکی میباشد.

## تولید و فروش
| سال تقویمی | مجموع تولید | فروش در ایالات متحده | فروش در چین |
| ---------- | ----------- | -------------------- | ----------- |
| ۱۹۹۵       |             | ۲۲٬۶۳۷               |             |
| ۱۹۹۶       |             | ۲۲٬۷۷۵               |             |
| ۱۹۹۷       | ۴۹٬۷۰۰      | -                    |             |
| ۱۹۹۸       | ۴۷٬۳۰۰      | -                    |             |
| ۱۹۹۹       | ۴۳٬۰۰۰      | ۱۸٬۲۳۳               |             |
| ۲۰۰۰       | ۳۹٬۰۰۰      | ۱۶٬۶۱۹               |             |
| ۲۰۰۱       | ۳۲٬۷۴۹      | ۱۳٬۳۸۹               |             |
| ۲۰۰۲       | ۵۳٬۵۰۴      | ۲۲٬۰۰۶               |             |
| ۲۰۰۳       | ۵۷٬۸۰۹      | ۲۰٬۴۷۳               |             |
| ۲۰۰۴       | ۴۷٬۶۸۹      | ۱۶٬۱۵۵               |             |
| ۲۰۰۵       | ۵۰٬۰۶۲      | ۱۸٬۱۶۵               |             |
| ۲۰۰۶       | ۵۰٬۲۲۷      | ۱۷٬۷۹۶               |             |
| ۲۰۰۷       | ۴۴٬۴۲۱      | ۱۴٬۷۷۳               |             |
| ۲۰۰۸       | ۳۸٬۸۳۵      | ۱۲٬۲۷۶               |             |
| ۲۰۰۹       | ۵۲٬۶۸۰      | ۹٬۲۵۴                | ۱۶٬۰۰۶      |
| ۲۰۱۰       | ۶۵٬۸۱۴      | ۱۲٬۲۵۳               | ۲۶٬۵۵۳      |
| ۲۰۱۱       | ۶۸٬۷۷۴      | ۱۱٬۲۹۹               | ۳۳٬۵۰۰      |
| ۲۰۱۲       | ۵۹٬۱۸۴      | ۱۱٬۰۹۸               | ۲۶٬۸۰۸      |
| ۲۰۱۳       | ۵۶٬۰۰۱      | ۱۰٬۹۳۲               | ۲۵٬۹۱۶      |
| ۲۰۱۴       | ۴۸٬۵۱۹      | ۹٬۷۷۴                | ۲۱٬۸۹۶      |
| ۲۰۱۵       | ۳۶٬۳۶۴      | ۹٬۲۹۲                | ۱۳٬۶۹۲      |
| ۲۰۱۶       | ۶۱٬۵۱۴      | ۱۲٬۹۱۸               |             |
| ۲۰۱۷       | ۶۴٬۳۱۱      | ۹٬۲۷۶                |             |

فروش مدل‌های هیبرید سری ۷ در ایالات متحده به شرح زیر است:
| ۲۰۱۰ | ۲۰۱۱ | ۲۰۱۲ | ۲۰۱۳ | ۲۰۱۴ | ۲۰۱۵ | ۲۰۱۶ |
| ---- | ---- | ---- | ---- | ---- | ---- | ---- |
| ۱۰۱  | ۳۳۸  | ۲۳۱  | -    | ۴۵   | ۱۲   | ۱    |